# Булава (клейнод)
Булава́ — символ влади в деяких країнах, який походить від бойової булави.
Булава складається з дерев'яної чи металевої ручки завдовжки 0,5—0,8 метрів, до якої кріпиться металева або дерев'яна куля 10—15 см у діаметрі. Полковнича булава замість кулі мала кілька металевих пластин — «пер», тому й називалася ще «перначем». Булаву прикрашали коштовним камінням.

## В Україні

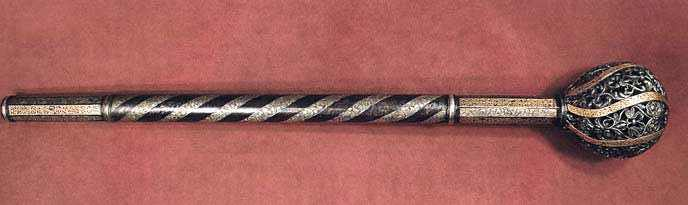
Булава гетьмана Пилипа Орлика, XVIII ст.

Уперше булаву як символ влади козацькі ватажки отримали 1576 року. Король Речі Посполитої Стефан Баторій вручив її разом з іншими клейнодами гетьманові Богданові Ружинському за його перемоги. Про цю подію згадує також народна дума, яку Ізмаїл Срезневський записав зі слів кобзаря:
| Вашему гетьманові, голінному Богданкові Та й вам із ним великий дар дарує, А той великий подарок-дар: Булава золота, та хоругва з срібла, Та бунчук з жеребця[4][5][6]. |
В Україні булава була жезлом таких посад:
- гетьман України;
- полковник;
- кошовий отаман Запорозької Січі.

У сучасній Україні є одним з символів президентської влади.

## У Московській державі

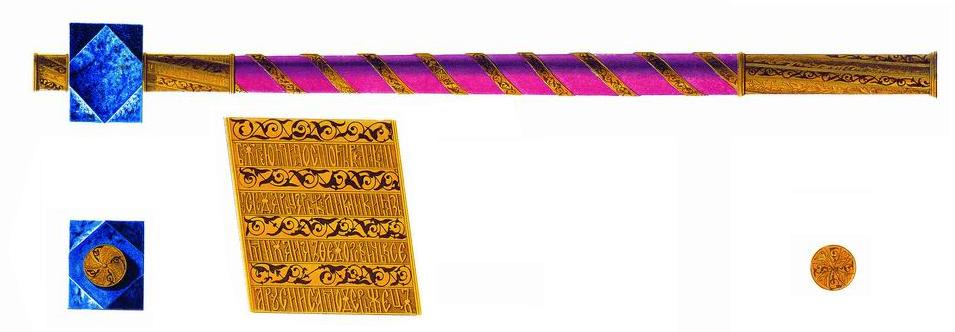
Церемоніальна булава-брус Михайла Федоровича

У допетровські часи в Московському князівстві булава — відзнака воєвод та інших високопосадовців. Прикрашені дорогоцінним камінням золоті булави входили до складу царського парадного вбрання — «Великого Наряду».
Поряд з кульоподібними булавами, на Московії здавна були поширені булави з навершям у вигляді куба, які збереглись до XVII ст. і відомі у російських джерелах під назвою «брус». Так, два «бруси» згадані в опису майна Бориса Годунова: «Брус аспиден, топорище поволочено газом чёрным, по газу перевито серебром, на концах у топорища обвито серебром… …Брус аспиден, топорище железно, поволочено бересты жолты». Збереглася кубоподібна булава-брус Михайла Федоровича з навершям з лазуриту, а також ще дві — одна зі заліза, друга — зі сплаву на основі міді.